# بادیگارد (موسیقی متن)
محافظ شخصی: موسیقی متن اصلی (به انگلیسی: The Bodyguard: Original Soundtrack Album) آلبوم موسیقی متن فیلم سال ۱۹۹۲ محافظ شخصی است که در ۱۷ نوامبر ۱۹۹۲ منتشر شد. بخش بزرگی از این آلبوم توسط ویتنی هیوستون، خواننده این آلبوم برنده جایزه گرمی و هفده گواهی پلاتین از انجمن صنعت ضبط موسیقی آمریکا شد. این آلبوم در مجموع ۴۴ میلیون نسخه فروخت که پرفروش‌ترین آلبوم موسیقی متن و یکی از پرفروش‌ترین آلبوم‌های موسیقی جهان است.

## فهرست ترانه‌ها
| نسخه بین‌المللی (نسخه آمریکایی «منتظر تو» را نداشت) | نسخه بین‌المللی (نسخه آمریکایی «منتظر تو» را نداشت) | نسخه بین‌المللی (نسخه آمریکایی «منتظر تو» را نداشت)  | نسخه بین‌المللی (نسخه آمریکایی «منتظر تو» را نداشت) | نسخه بین‌المللی (نسخه آمریکایی «منتظر تو» را نداشت) |
| شماره                                              | نام                                                | نویسنده(ها)                                         | خواننده                                            | مدت                                                |
| -------------------------------------------------- | -------------------------------------------------- | --------------------------------------------------- | -------------------------------------------------- | -------------------------------------------------- |
| ۱.                                                 | «من همیشه عاشق تو خواهم بود»                       | دالی پارتن                                          | ویتنی هیوستون                                      | ۴:۳۱                                               |
| ۲.                                                 | «من چیزی ندارم»                                    | دیوید فاستر، لیندا تامپسون                          | ویتنی هیوستون                                      | ۴:۴۸                                               |
| ۳.                                                 | «من هر زنی هستم»                                   | نیکولاس اشفورد، والری سیمسوپن                       | ویتنی هیوستون                                      | ۴:۴۵                                               |
| ۴.                                                 | «فرار به سوی تو»                                   | آلن ریچ، جود فرایدمن                                | ویتنی هیوستون                                      | ۴:۲۲                                               |
| ۵.                                                 | «ملکه شب»                                          | ویتنی هیوستون، ال. ای. رید، کنت ادومد، داریل سیمونز | ویتنی هیوستون                                      | ۳:۰۸                                               |
| ۶.                                                 | «مسیح عاشقم است»                                   | آنا وارنر، ویلیام برادبری                           | ویتنی هیوستون                                      | ۵:۱۱                                               |
| ۷.                                                 | «حتی اگر فلبم بشکند»                               | فران گلد، آدریان گورویتز                            | کنی جی و آرون نویل                                 | ۴:۵۸                                               |
| ۸.                                                 | «یک روزی (باز خواهم گشت)»                          | لیزا استنسفیلد، آندرو موریس، یان داونی              | لیزا استنسفیلد                                     | ۴:۵۷                                               |
| ۹.                                                 | «یک روز عاشقانه خواهد بود»                         | بیل ویدرز و دیگران                                  | د س.و.ل. س.ی.س.ت.م.                                | ۴:۴۷                                               |
| ۱۰.                                                | «(چه بامزه درباره) صلح، عشق، و فهمیدن»             | نیک لو                                              | کورتیس استیگر                                      | ۴:۰۴                                               |
| ۱۱.                                                | «منتظر تو»                                         | کنی جی                                              | کنی جی                                             | ۴:۵۸                                               |
| ۱۲.                                                | «به من اعتماد کن»                                  | چارلی میدنایت و دیگران                              | جو کوکر همراه ساس جردن                             | ۴:۱۲                                               |
| ۱۳.                                                | «تم محافظ شخصی»                                    | آلن سیلوستری                                        | —                                                  | ۲:۴۰                                               |
| مجموع مدت:                                         | مجموع مدت:                                         | مجموع مدت:                                          | مجموع مدت:                                         | ۵۷:۴۴                                              |